# 175567 Csadaimre
A 175567 Csadaimre (ideiglenes jelöléssel (175567) 2006 TM10) a Naprendszer kisbolygóövében található aszteroida. Sárneczky Krisztián és Kuli Zoltán fedezte fel 2006. október 14-én.